# Farád
Farád je obec v Maďarsku v župě Győr-Moson-Sopron, spadající pod okres Csorna. Nachází se asi 1 km západně od Csorny. V roce 2015 zde žilo 1 895 obyvatel. Dle údajů z roku 2011 tvoří 85,7 % obyvatelstva Maďaři, 1 % Němci a 0,3 % Rumuni, přičemž 14,1 % obyvatel se ke své národnosti nevyjádřilo.
Obcí prochází silnice 85, blízko též končí dálnice M85.

## Sousední obce
| Růžice kompasu |            |       | Csorna | Růžice kompasu |
| Růžice kompasu | Rábatamási | Sever |        | Růžice kompasu |
| Růžice kompasu | Rábatamási | Farád |        | Růžice kompasu |
| Růžice kompasu | Rábatamási | Jih   |        | Růžice kompasu |
| Růžice kompasu | Jobaháza   |       |        | Růžice kompasu |